# Leptogium corticola
Leptogium corticola är en lavart som först beskrevs av Taylor, och fick sitt nu gällande namn av Edward Tuckerman. Leptogium corticola ingår i släktet Leptogium och familjen Collemataceae.   Inga underarter finns listade i Catalogue of Life.